# Europejski System Weryfikacji Autentyczności Leków

## Europejska Organizacja Weryfikacji Leków (EMVO)
Europejska Organizacja Weryfikacji Leków (ang. European Medicines Verification Organisation) została powołana przez Komisję Europejską w celu zarządzania Dyrektywą antyfałszywkową.
Dyrektywa antyfałszywkowa to Dyrektywa Parlamentu Europejskiego i Rady 2011/62/UE z dnia 8 czerwca 2011 r. zmieniająca dyrektywę 2001/83/WE w sprawie wspólnotowego kodeksu odnoszącego się do produktów leczniczych stosowanych u ludzi – w zakresie zapobiegania wprowadzaniu sfałszowanych produktów leczniczych do legalnego łańcucha dystrybucji.
EMVO prowadzi - poprzez krajowe organizacje - bazę danych unikalnych identyfikatorów dostarczanych przez dostawców farmaceutycznych w odniesieniu do każdego wyprodukowanego lub przepakowanego opakowania jednostki sprzedaży. Ma to zawierać:
- Kod produktu
- Losowy numer seryjny
- Termin ważności
- Numer partii lub kod partii
- Krajowy numer refundacyjny, jeżeli jest wymagany[1]

## Krajowa Organizacja Weryfikacji Autentyczności Leków (KOWAL)
Krajowa Organizacja Weryfikacji Autentyczności Leków – Fundacja KOWAL, realizując postanowienia Dyrektywy Parlamentu Europejskiego i Rady 2001/83/WE oraz Rozporządzenia Delegowanego Komisji (UE) 2016/161, podjęła się obowiązku utworzenia w Polsce Krajowego Systemu Weryfikacji Autentyczności Leków [dalej jako „System Krajowy” lub „PLMVS”]. W Systemie Krajowym przechowywane są informacje o zabezpieczeniach umożliwiających weryfikację autentyczności i identyfikację produktów leczniczych. System Krajowy stanowi element Europejskiego Systemu Weryfikacji Autentyczności Leków/EMVS zarządzanego przez Europejską Organizację Weryfikacji Autentyczności Leków/EMVO.
Na potrzeby procesu weryfikacji autentyczności produktów leczniczych, wskazane w Rozporządzeniu Delegowanym produkty zostaną opatrzone przez ich producentów unikalnym identyfikatorem (unique identifier – UI) w postaci kodu 2D oraz elementem uniemożliwiającym naruszenie opakowania (anti-tampering device – ATD).
Zgodnie z Rozporządzeniem Delegowanym Komisji (UE) 2016/161, Europejski System Baz i System Krajowy (KOWAL) działa od dnia 9 lutego 2019 roku. Obowiązkiem hurtowników i osób upoważnionych lub uprawnionych do dostarczania pacjentom produktów leczniczych, w tym aptekarzy jest weryfikacja autentyczności produktu leczniczego w tym systemie.

## Kod produktu
Preferowaną (przez producentów) formą kodu produktu jest kod GS1 GTIN (globalny numer pozycji handlowej), jednak europejski hub, a tym samym EMVS, obsługuje schematy kodowania GTIN/NTIN i PPN.
Cztery kluczowe aspekty elementu GTIN to:
1. Musi być poprzedzony identyfikatorem aplikacji 01.
2. Musi mieć kod o długości 14 cyfr
3. Musi używać standardowej sumy kontrolnej GS1 w 14. cyfrze
4. Musi być zgodny z użyciem GS1 dla pierwszej cyfry:
a. Dla jednostki sprzedaży wymagane jest 0.
b. W celu identyfikacji wyższych poziomów opakowań zakres wynosi od 1 do 8 (wartość 9 ma specjalne zdefiniowane znaczenie - patrz specyfikacja GS1).

W przypadku gdy GTIN jest w posiadaniu organizacji jako GTIN-13, aby użyć tej wartości w kodzie 2D, należy ją najpierw przekonwertować na GTIN-14. Można to osiągnąć, po prostu poprzedzając wartość GTIN-13 zerową „0”. To dodanie nie wpływa na wartość cyfry kontrolnej, każda inna wartość prefiksu wymagałaby ponownego obliczenia cyfry kontrolnej.

### NTIN - krajowy numer pozycji handlowej
Pula numerów GTIN pozwala na włączenie krajowych schematów kodowania (na przykład kod CIP-13 we Francji, kod pocztowy PZN po 2009 r. w Austrii, kod Nordic Vnror rozszerzony niemiecki kod PZN). Kody te są ogólnie nazywane kodami NTIN (krajowy numery pozycji handlowej). Zgodnie ze specjalnymi umowami z GS1, numery NTIN nie zaczynają się od prefiksu firmy, ale od zatwierdzonego przez GS1 prefiksu specyficznego dla kraju, po którym następuje krajowy kod rejestracyjny licencjobiorcy, tj. kody NTIN nie są określane przez podmiot odpowiedzialny, lecz zamiast tego przypisywane przez wydawcę numeru, wytwórcę leku itp.
Numer NTIN różni się od krajowego identyfikatora NHRN (Krajowy numer refundacji opieki zdrowotnej), ponieważ numery NTIN są pobierane z puli numerów GTIN i dlatego ich globalna unikalność jest gwarantowana. Formalnie występują jako GTIN i mogą być ogólnie używane jako GTIN.

## Kod DataMatrix
Kod DataMatrix składa się z kwadratowych modułów ułożonych wewnątrz wzorca wyszukiwania stanowiącego obwód symbolu.
DataMatrix ECC 200 został wybrany do oznakowania opakowań leków w Europejskim Systemie Weryfikacji Autentyczności Leków (EMVS).
W kodzie zgodnie z systemem GS1 zapisuje się 14-to cyfrowy kod produktu (GTIN) z Identyfikatorem zastosowań AI=01, indywidualny dla każdego opakowania numer seryjny z AI=21, 6-io cyfrową datę ważności z AI=17, numer partii z AI=10 oraz, jeśli w danym kraju jest wymagany, krajowy kod refundacyjny NHNR.
Przykładowy kod zawiera ciąg danych: (01)05909990478316(17)210811(10)H0478<GS>(21)A05WT2D4NRXHWG
Kolejność elementów składowych kodu jest dowolna, ale zaczyna się od kodu produktu - (01).
Na opakowaniu może też występować kod kreskowy EAN13 oraz inny kod kreskowy dwuwymiarowy jednak nie może on zastępować kodu DataMatrix.

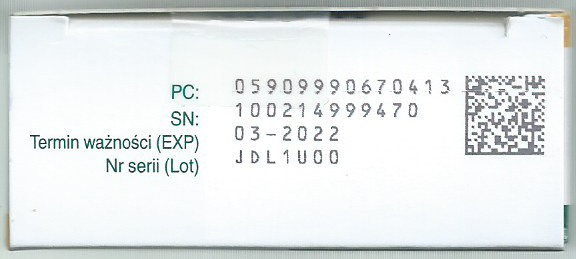
Oznaczenie opakowania leku zgodne z EMVO

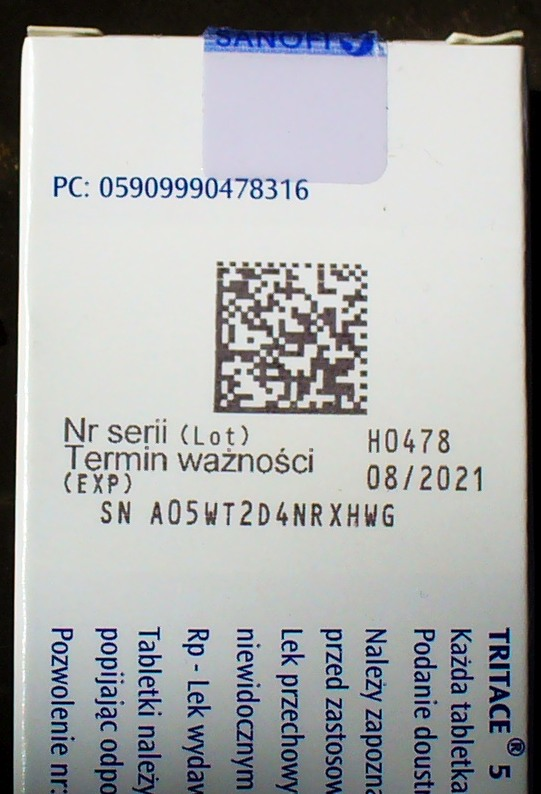
Tritace-2D-3 Oznaczenia opakowania leku zgodne z Europejskim Systemem Weryfikacji Autentyczności Leków

## Numer seryjny
Numer seryjny poprzedza AI 21 i jest zgodny ze specyfikacją GS1, gdzie to pole jest polem alfanumerycznym o zmiennej długości (do 20), po którym następuje znak separatora grupy (GS) (aby oddzielić go od następnego pola, chyba że jest to pole ostatnie pole).
Zaleca się rozważenie wprowadzenia dalszych modyfikacji w celu zwiększenia czytelności dla konsumenta:
- Zakres alfanumeryczny obejmuje cyfry 0–9 i litery alfabetu łacińskiego, ale z wyłączeniem następujących liter: i, j, l, o, q i u. (I J L O Q U), co może pomóc uniknąć pomyłek z podobnie ukształtowanymi znakami lub cyframi.
- Ciąg znaków numeru seryjnego powinien zawierać tylko małe lub wielkie litery, a nie mieszankę.
- Należy idealnie unikać stosowania rozszerzonych symboli zdefiniowanych w pełnej specyfikacji GS1 i udokumentowanych poniżej.

Numer seryjny będzie unikalny dla każdego kodu produktu (tj. nie dla partii lub dla pary kodów kodu produktu).
Jeśli te zalecenia są w pełni przyjęte, daje to zakres 30 różnych opcji znaków alfanumerycznych, 50 kombinacji, jeśli przyjęte są tylko aspekty pomieszania liter. 62 kombinacje, jeśli ograniczenie wielkości liter jest ignorowane, i 82 kombinacje, jeśli wykorzystana jest pełna specyfikacja GS1. Wszystkie te opcje zapewniają zasadniczo nieograniczoną liczbę numerów seryjnych dla poszczególnych jednostek SKU.
Zgodnie ze specyfikacją GS1 (która jest normą branżową i reprezentuje również najbardziej dojrzały dostępny standard w dzisiejszym łańcuchu dostaw) dopuszczalne znaki obejmują cyfry od 0 do 9 włącznie, litery od A do Z włącznie zarówno dużymi, jak i małymi literami oraz niecyfrowe, nieliterowe znaki rozszerzone: /.,-+*)('&%"!:;<?=>_
Tak więc schemat GS1 dopuszcza kombinacje 82 znaków. Pełny zestaw obsługiwanych znaków GS1 jest udokumentowany w sekcji Standardowe specyfikacje GS1 7.11, rysunek 7/11-1.

## Randomizacja
W celu zapewnienia rozsądnego poziomu złożoności numeru seryjnego prawdopodobieństwo odgadnięcia ważnego numeru seryjnego powinno być mniejsze niż 1 na 10 000 (tj. <0,0001). Chodzi o to, że potencjalny fałszerz mógłby wytworzyć i rozprowadzić 10 000 niepowtarzalnie zakodowanych paczek i tylko jedna z tych paczek przedostanie się przez system jako ważna.
Ponadto, aby zminimalizować szansę fałszerza na oszacowanie wzoru randomizacji z dwóch lub więcej próbek, należy przestrzegać następujących zasad losowania lub równoważnej metody:
Biorąc pod uwagę wystarczająco duży zestaw (randomizowanych) numerów seryjnych dla produktu, podciągi losowe numerów seryjnych muszą spełniać następujące kryteria randomizacji:
1. Podciągi losowe muszą być równomiernie rozmieszczone, np. w podciągu numerów seryjnych nie powinny znajdować się stałe bloki lub stałe cyfry.
2. Każdy podciąg losowy musi być niezależny od innych podciągów.
3. Podciągi randomizacji nie mogą być budowane przy użyciu algorytmu, który jest łatwy do znalezienia, znając dany zestaw numerów seryjnych lub ich podzbiór.

Identyfikatory seryjne mogą być ponownie użyte po dłuższym z następujących okresów: a) data ważności +1 rok lub b) pięć lat.
W praktyce producenci tworzą numery seryjne złożone z prefiksu ze stałą zawartością (np. określającą miejsce produkcji), a następnie fragmentu ze zmienną losowo częścią numeru seryjnego.

## Data ważności
To pole jest zgodne ze standardami GS1 i jest poprzedzone AI 17. Jest to stałe 6-cyfrowe pole z cyframi reprezentującymi YYMMDD. Dla tego pola o ustalonej długości nie musi, a nawet nie może następować znak separatora GS, ze względu na minimalizację rozmiaru drukowanego kodu. Wymagane jest wpisanie „00” dla dnia, w którym kod dnia nie jest określony lub używany, a używany jest tylko identyfikator roku i miesiąca - np. RRMM00 (zob. Specyfikacja GS1 sekcja 3.6.11) i ustawienie kodu dnia na 00 oznacza ostatni dzień określonego miesiąca. Przykłady: „171215” = 15 grudnia 2017 r. „171200” = grudzień 2017.

## Numer partii (kod partii)
Numer partii (kod partii) jest zgodny ze standardami GS1 i jest poprzedzony AI 10 i ma zmienną długość do 20 znaków alfanumerycznych, po których następuje znak separatora grupy (GS) (aby oddzielić go od następnego pola, chyba że jest to ostatnie pole kodu złożonego EAN-GS1). Zaleca się, aby zakres znaków określonych w specyfikacji GS1 był dopuszczalny w ramach kodów partii, ponieważ jest to już powszechna praktyka branżowa, jednak tam, gdzie to możliwe, zaleca się zmniejszenie liczby znaków zgodnie z wytycznymi opisanymi w sekcji dla numerów seryjnych.